# Schlacht bei Arausio
Noreia – Agen – Arausio – Aquae Sextiae – Vercellae
Am 6. Oktober 105 v. Chr. wurde eine römische Armee, die Südgallien schützen sollte, in der Schlacht bei Arausio, dem heutigen Orange in der Provence, von den Kimbern und Teutonen vernichtend geschlagen.

## Vorgeschichte
Die wandernden Völker der Teutonen, Kimbern und Ambronen unter der Führung des Königs Boiorix zogen vom Rhonetal abwärts nach Süden bis nach Arausio. Hier wurden sie von zwei Armeen gestellt, die unter dem Befehl des Prokonsuls Quintus Servilius Caepio und des Konsuls Gnaeus Mallius Maximus standen. Die beiden waren mit ihren Heeren in der Absicht gekommen, die römische Provinz Gallia ulterior vor der Invasion zu schützen und einem Vormarsch der Feinde nach Italien vorzubeugen.

## Verlauf
Am 6. Oktober 105 v. Chr. kam es am linken Ufer der Rhone zur Schlacht, die Römer kämpften mit dem Rücken zum Fluss. Der genaue Ablauf der Schlacht ist nicht bekannt, aber man weiß, dass Caepio den Oberbefehl seines Heeres nicht an Mallius Maximus abtreten wollte, weil dieser, wie er meinte, von zu geringem Stand gewesen wäre. Die Spaltung führte dazu, dass zwei etwa gleich starke römische Heere, die nicht zusammenarbeiteten, und in getrennten Lagern campierten, einzeln gegen die Feinde geführt wurden, was als der Hauptgrund für das Debakel der Legionen gilt. Die Schlacht endete mit einer vernichtenden Niederlage der Römer, beide Teilheere wurden aufgerieben, beide römischen Heerlager samt Tross wurden von den Feinden erbeutet.
Nach Angaben des antiken Chronisten Valerius Antias wurden etwa 80.000 Legionäre und 40.000 Trossknechte und Marketender erschlagen, was mehr als in der bisher schwersten römischen Niederlage, der Schlacht von Cannae, bedeuten würde, diese Zahlen gelten aber als übertrieben. Tatsächlich konnten sich beträchtliche Teile des römischen Heeres durch Flucht retten, darunter auch Caepio selbst.

## Folgen
Angaben über die Verluste auf Seiten der Kimbern und Teutonen gibt es nicht. Schätzungen von Daneta Billau gehen von 15.000 getöteten Germanen aus. Nach der Schlacht wurde, wie damals üblich, die Beute komplett den Göttern geopfert.
Es war eine vernichtende Niederlage der römischen Streitkräfte, die mittelbar zur Heeresreform durch Gaius Marius (104 v. Chr.) führte, die die Kampfkraft der römischen Streitkräfte stark erhöhte.
Wider Erwarten und entgegen allen Befürchtungen zogen die Sieger nicht weiter in Richtung Rom. Die Kimbern wanderten stattdessen westwärts nach Spanien, die Teutonen dagegen ins Innere Galliens auf der Suche nach Land und Siedlungsraum.